# 刘正威
刘正威（1930年2月—2012年7月9日），男，河南新郑人，中华人民共和国政治人物。

## 生平
早年就读于开封市高级中学，1952年9月加入中国共产党。1949年10月参加工作后，任河南省委办公厅秘书，省委政策研究室干事。1953年后，任地质部党组书记秘书，国务院三办副主任秘书，第二机械工业部党组秘书。第八机械工业总局政策研究室主任。1980年历任中共河南省南阳地委副书记、书记、河南省委副书记。1982年，当选为中共十二届中央委员；1987年担任中共十三届中央委员，同年任中共贵州省委副书记。1988年，升任省委书记。1993年，任贵州省人大常委会主任。1993年，任中共中央国家机关工作委员会常务副书记。因病于2012年7月9日在北京逝世，享年82岁。
妻子閻健宏（1932年－1995年1月16日）因貪污受賄被判處死刑，在1995年1月16日在贵阳市被執行枪决。閻健宏曾任贵州省计划委员会原副主任、党组副书记，贵州省政协原常委、贵州省国际信托投资公司原董事长（正廳級）。阎建宏曾倒卖5万件的红塔山香烟，之后获利。此后玉溪卷烟厂以及厂长褚时健遭到相关部门的调查:217。

## 家庭
- 妻子閻健宏（1932年－1995年1月16日）：因貪污受賄被判處死刑，在1995年1月16日在贵阳市被執行枪决。
- 兒子劉博：現居美國，經商；
- 前兒媳丁瑋（？年5月21日）：服务员出身；在美國與劉博離婚，改嫁華裔美國商人薛必群（1953年2月18日-）。丁瑋與第二任丈夫薛必群育有1女1兒。